# František Chládek
František Chládek (23. srpna 1829 Hředle – 20. září 1861 Senomaty) byl český básník, volně přináležející ke generaci májovců. Je též označován za „prvního dělnického básníka u nás“.

## Život
Narodil se v chudé tkalcovské rodině. Vzdělání získat nemohl, již po ukončení jednotřídky se vyučil tkalcem (později si přibral i řezbářské řemeslo). Roku 1848 s nadějí sledoval revoluční události, avšak jen z povzdálí, jako člen malého hředleckého kroužku vlastenců. O práci měl trvale nouzi, zkoušel jí hledat i ve Vídni, ale neuchytil se  a vrátil se domů. Po sňatku s Justýnou Salitrníkovou (nevlastní sestra matky malíře Václava Rabase) se rozhodl vystěhovat za prací do Sedmihradska. Prodal kvůli tomu i dům ve Hředlech, jenže úřady jeho žádost o vystěhování nakonec zamítly, a tak se v nouzi usadil roku 1854 v Senomatech, kde nakonec dožil. Roku 1859 se seznámil s Alfredem Waldauem, německým příznivcem české kultury, který ho začal podporovat v literárních snahách a zasloužil se o časopiseckou publikaci většiny jeho veršů. Chládek zemřel na tuberkulózu v pouhých 32 letech. Jan Neruda ho v nekrologu nazval „nejnadanějším ze samouků českých“.
Jeho poezie se vyznačovala sentimentální lyrikou, zejména ta, v níž oslavoval rodné Rakovnicko. Psal však i verše satirické a politické, po Havlíčkově vzoru, a také silně sociálně laděné, jimiž předjímal dělnickou poezii druhé poloviny 19. století.